# Gene Englund
Gene Eniar Englund (Kenosha, 21 ottobre 1917 – Oshkosh, 5 novembre 1995) è stato un cestista, allenatore di pallacanestro e arbitro di pallacanestro statunitense, professionista nella NBL e nella NBA.

## Palmarès

### Giocatore
- Campione NCAA (1941)
- Campione NBL (1942)
- Campione WPBT (1942)
- All-NBL First Team (1949)
- All Tournament Team WPBT (1942)